# Cicindela belfragei
Cicindela belfragei este o specie de insecte coleoptere nga una descrisă de Sallé în anul 1877. Cicindela belfragei face parte din genul Cicindela, familia Carabidae. Această specie nu are alte subspecii cunoscute.